# 1632

Slag bij Lützen

Het jaar 1632 is het 32e jaar in de 17e eeuw volgens de christelijke jaartelling.

## Gebeurtenissen
januari
- 8 - De Luessener Compagnie wordt opgericht door bewoners van Zwolle en Kampen om het vooral uit hoogveenmoerassen bestaande gebied ten noorden van Leusen, eigendom van de Marke van Leusen, te ontginnen. De ontginning is vooral ter hand genomen door pioniers uit Leusen.
- 16 - Het Amsterdamse chirurgijnsgilde geeft onder leiding van Nicolaes Tulp een openbare biologieles door de ontleding van een lijk. Rembrandt van Rijn, sinds kort in Amsterdam gevestigd, legt het tafereel vast op het schilderslinnen: Anatomische les van Dr. Nicolaes Tulp.

februari
- 28 - Na een verzoek van gravin-weduwe Margaretha van Nassau-Siegen bezet graaf Lodewijk Hendrik van Nassau-Dillenburg op bevel van koning Gustaaf II Adolf van Zweden de stad Siegen ten gunste van Margaretha's oudste zoon Johan Maurits. Deze arriveert een dag later met zijn broer Hendrik en wordt op 4 maart door de burgers van de stad gehuldigd als graaf in plaats van Johan VIII.

juni
- 2 - Tijdens de Limburgse veldtocht van Frederik Hendrik sneuvelt voor Roermond Ernst Casimir, de stadhouder van Friesland, Groningen en Drenthe.

augustus
- 23 - Stadhouder Frederik Hendrik verovert Maastricht. Net als Venlo en Roermond verkrijgt Maastricht godsdienstvrijheid.

september
- 9 - In de Slag aan de Alte Veste ten zuidwesten van Neurenberg tussen de keizerlijke troepen onder Wallenstein en de protestanten onder koning Gustaaf II Adolf van Zweden behaalt de laatste een lichte overwinning.
- 25 - De Russische stad Jakoetsk wordt gesticht als houten kozakkenfort aan de Lena.
- september - De Zuidelijke Staten-Generaal komen - voor het laatst onder Spaans gezag - bijeen. Zij dwingen de infante - tegen de wil van Filips IV - met het Noorden te onderhandelen. Spanje moet nu eerst zijn gezag in het Zuiden zien te herstellen.
- september - De Franse leider kardinaal de Richelieu bedwingt een opstand in de Languedoc en plaatst de streek onder centraal gezag.

oktober
- 30 - Hertog Hendrik II van Montmorency, de opstandige gouverneur van de Languedoc, wordt in het Capitool van Tolouse onthoofd.

november
- 16 - Slag bij Lützen in de Dertigjarige Oorlog. De protestanten kunnen Saksen behouden, maar tegen enorme verliezen. Hun leider koning Gustaaf II Adolf van Zweden sneuvelt, maar ook aan katholieke kant valt een veldheer: Gottfried Heinrich zu Pappenheim.
- 22 - Frederik Maurits de La Tour d'Auvergne, kleinzoon van Willem van Oranje, legt als militair gouverneur van de tweeherige stad Maastricht de eed van trouw af aan de andere heer, de bisschop van Luik.
- november - Opstand van de boeren in Sint Annaparochie tegen de hoge pacht.

zonder datum
- De kleinere steden onder aanvoering van Leiden, Haarlem en Gouda blokkeren in de Staten van Holland het amnestievoorstel voor Hugo de Groot. Hij verlaat het land opnieuw.
- Hendrik Casimir volgt zijn vader op als stadhouder van Friesland, Groningen en Drenthe ondanks pogingen van Frederik Hendrik om stadhouder van alle Zeven gewesten te worden.
- Frederik Hendrik probeert de katholieke graaf Hendrik van den Bergh aan te zetten de adel in het zuiden in opstand te brengen tegen wat een manifesto van de Staten-Generaal van de Republiek der Zeven Verenigde Nederlanden het zware en ondraaglijke juk van de Spanjaarden noemt. Brussel is bijzonder bezorgd.
- Vanuit Luik roept Hendrik van den Bergh openlijk tot opstand op, maar de ontevreden adel in het zuiden is toch niet bereid om met het ketterse noorden in zee te gaan. Zij stellen hun hoop meer op kardinaal Richelieu.
- De infante stuurt vanuit Brussel Rubens naar Maastricht om een bestand voor te stellen aan Frederik Hendrik. Deze heeft daar weinig belangstelling voor.
- De Staten van Zeeland besluiten de restanten van Reimerswaal -nu een bouwvallig dorpje- te verkopen. Ooit de derde stad van Zeeland is de plaats nu een onbewoond eilandje dat uiteindelijk in de golven ten onder zal gaan.

## muziek
- Stefano Landi componeert de opera Il Sant'Alessio.

## Beeldende kunst

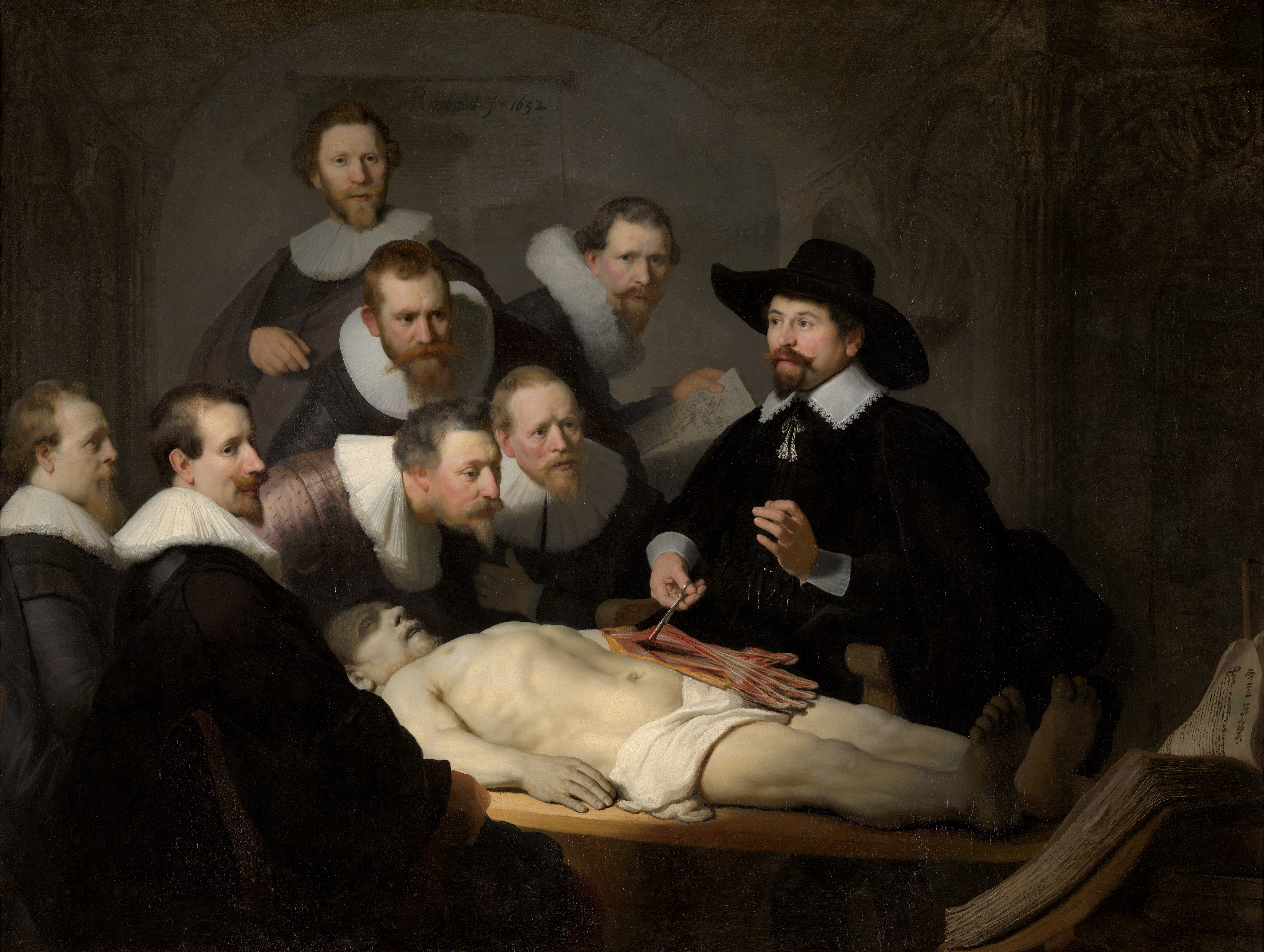
Anatomische les van Dr. Nicolaes Tulp (1632) Rembrandt van Rijn
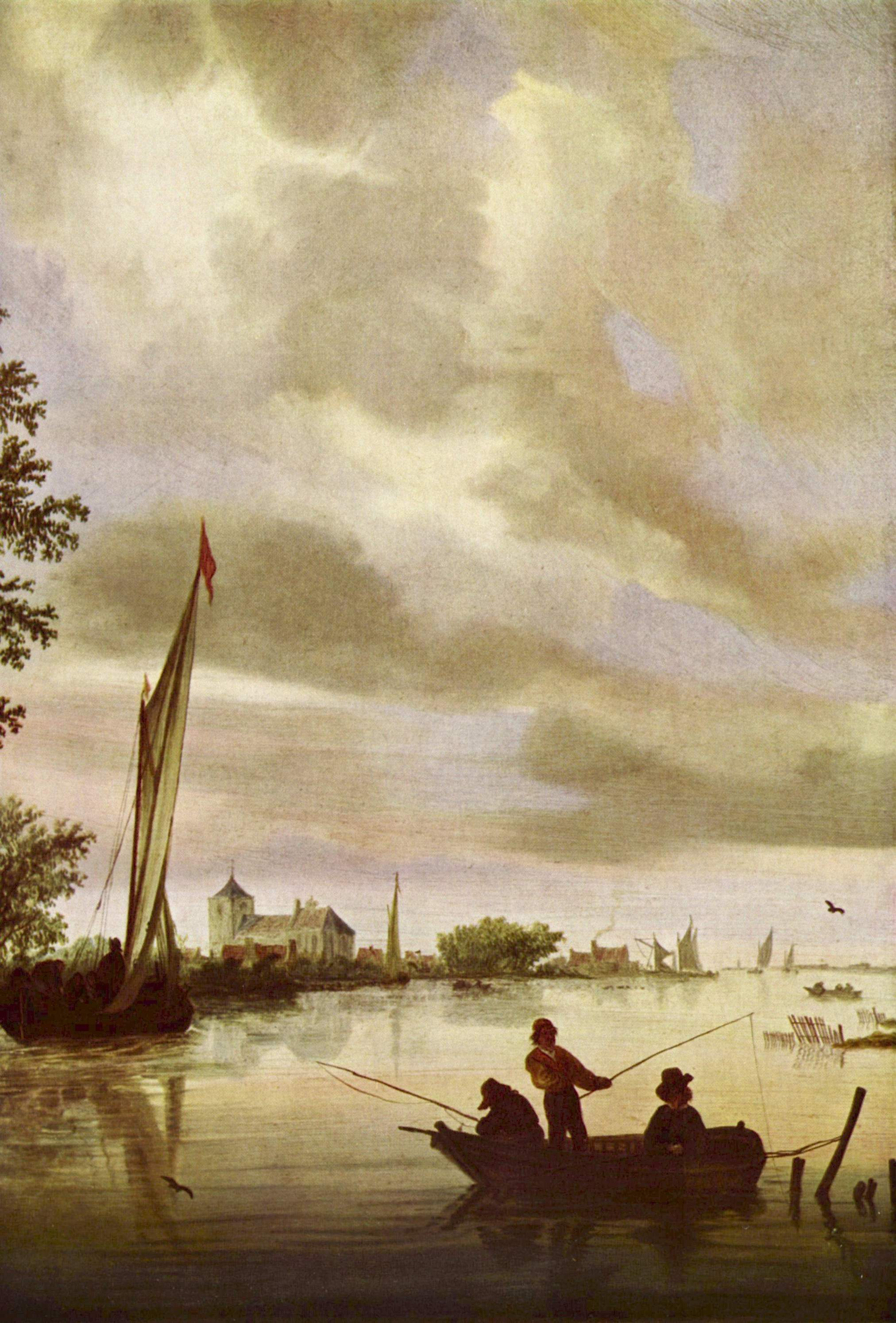
Riviergezicht (1632) Salomon van Ruysdael Kunsthalle, Hamburg
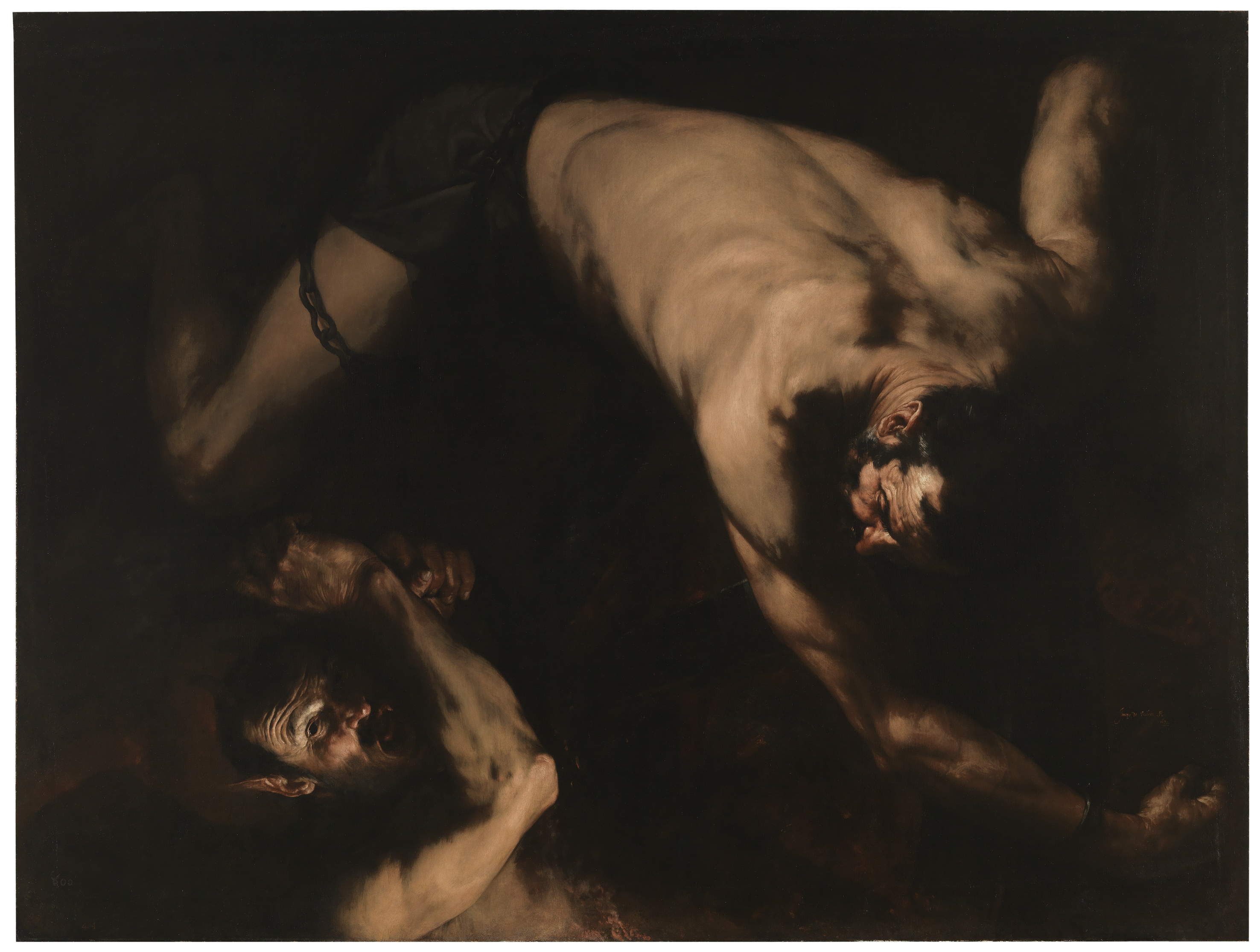
Ixion (1632) José de Ribera

## Bouwkunst

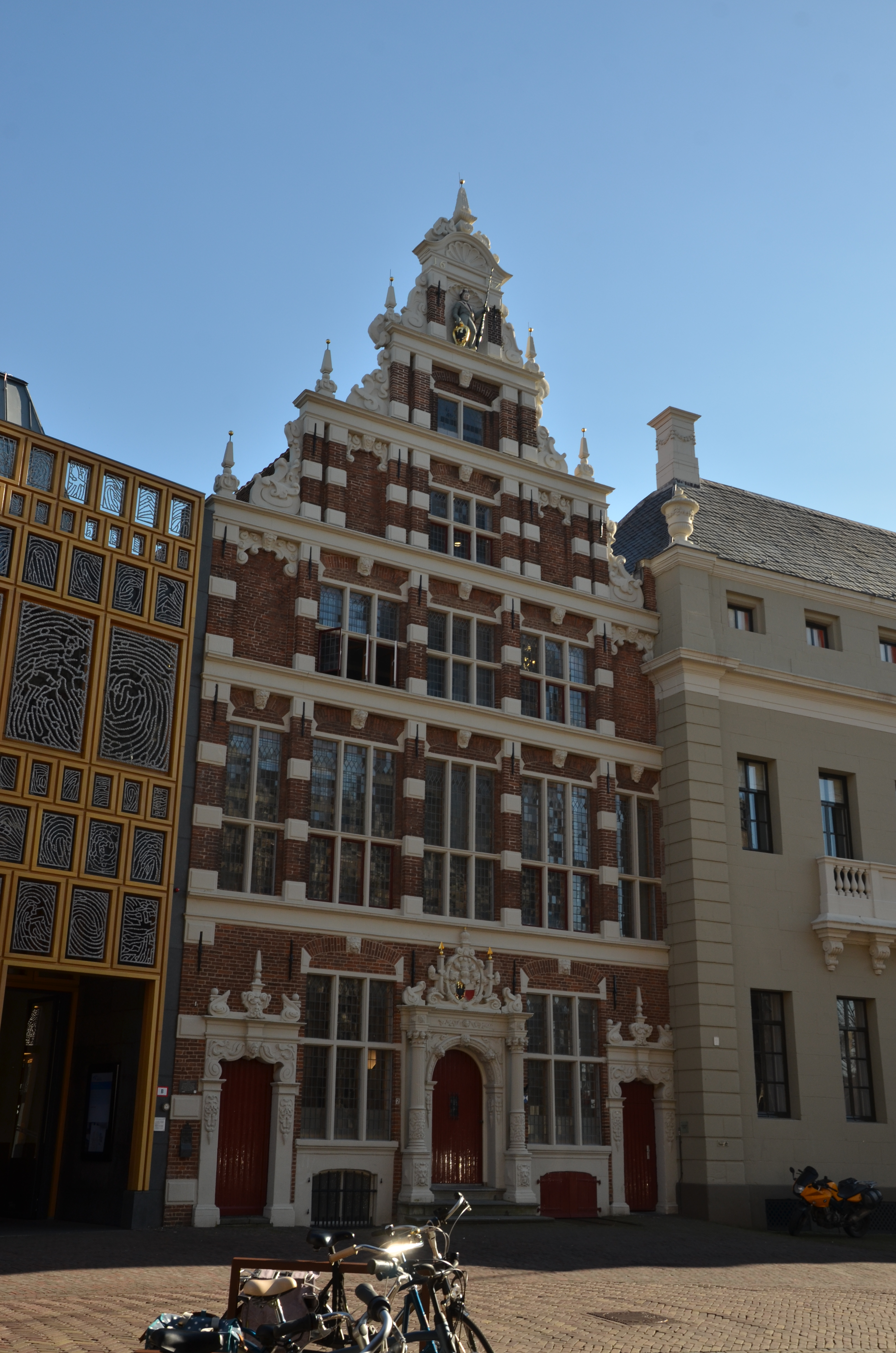
Landshuis, Deventer
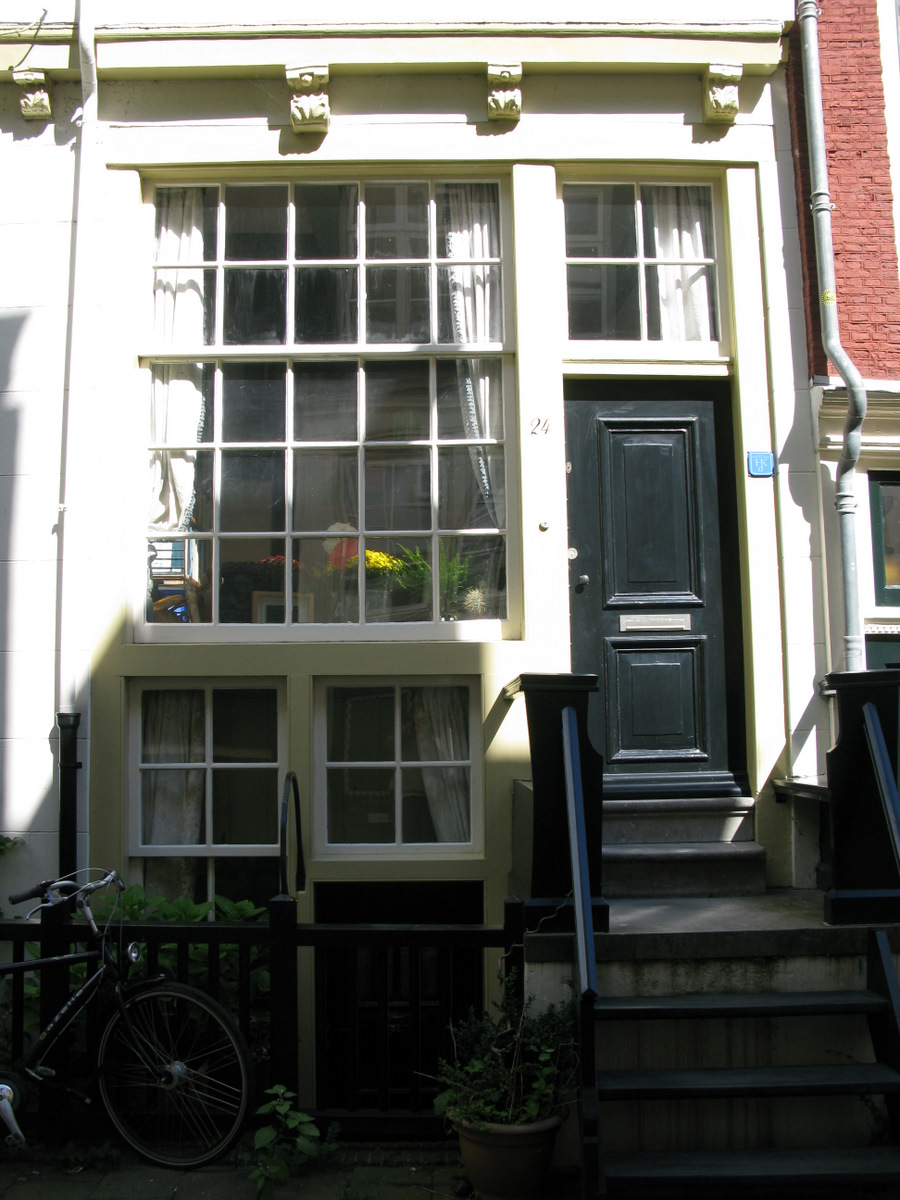
Woonhuis, Amsterdam Centrum

## Geboren
januari
- 1 - Katherine Philips, Engels dichteres (overleden 1664)

februari
- 14 - Gustaaf Adolf van Nassau-Idstein, Duits edelman (overleden 1664)

maart
- 27 - Gustaaf Adolf van Nassau-Saarbrücken, graaf van Nassau-Saarbrücken (overleden 1677)

mei
- 31 - Maria van Berckel, ruwaardin (overleden 1706)

augustus
- 29 - John Locke, Brits filosoof (overleden 1704)

oktober
- 20 - Christopher Wren, Brits wetenschapper en architect (overleden 1723)
- 24 - Antoni van Leeuwenhoek, Nederlands wetenschapper, te Delft (overleden 1723)
- 31 - Johannes Vermeer, schilder, te Delft (overleden 1675)

november
- 24 - Baruch Spinoza, Nederlands filosoof, te Amsterdam (overleden 1677)
- 28 - Jean-Baptiste Lully, Italiaans/Frans componist (overleden 1687)

datum onbekend
- Jacobus Koelman, Nederlands predikant en schrijver (overleden 1695)
- Maria Magdalena van Limburg-Stirum, Duits-Nederlands gravin (overleden 1707)
- Guillaume-Gabriel Nivers, Frans componist, organist en muziektheoreticus (overleden 1714)

## Overleden
april
- 30 - Sigismund III (65), koning van Polen en Zweden

juni
- 2 - Ernst Casimir van Nassau-Dietz, stadhouder van Friesland, Groningen en Drenthe

november
- 6 - Gustaaf II Adolf van Zweden (38), gedood in de Slag bij Lutzen, hoewel zijn leger dat van de keizer onder Wallenstein verslaat
- 24 - Otto van Nassau-Neuweilnau (22), graaf van Nassau-Neuweilnau
- 29 - Frederik V (36), keurvorst van de Palts